# Ваня Лазарова
Ваня Лазарова – Димитрова (на македонска литературна норма: Вања Лазарова – Димитрова) е народна певица от Република Македония.

## Биография
Ваня Лазарова е родена на 27 април 1930 година в кратовското село Страцин, тогава в Югославия. Ваня Лазарова е родена в музикално надарено семейство. Нейният баща е бил депутат от времето на Кралство Югославия. След завършване на педагогическото училище, става танцьорка на народни танци в ансамбъл „Танец“. По-късно е преподавателка в оркестъра „Пеце Атанасовски“.
Ваня Лазарова пее с различни фолклорни ансамбли. Била е член на ансамбъла на Македонското радио и телевизия и е гастролирала и с Македонската филхармония. Тя е първата певица от Република Македония, която е записала плочи за едни от най-големите издателства, сред които е и Филипс. Има голям принос в музиката от филма „Преди дъжда“ на Милчо Манчевски, която е отличена с наградата Златен лъв на фестивала във Венеция в 1994 година. Носителка е на много международни музикални награди. Носителка е на държавната награда „11 октомври“ за култура и изкуство за 2014 година.